# 톰보이리벤저
《톰보이 리벤저》(영어: The Assignment, 혹은 영어: Tomboy, Revenger, 이전 제목 영어: (Re) Assignment, 영어: Tomboy: A Revenger's Tale)는 미국에서 제작된 월터 힐 감독의 2016년 액션 범죄 스릴러 영화이다. 시고니 위버, 미셸 로드리게스 등이 출연하였고, 사이드 벤 사이드 등이 제작에 참여하였다.

## 출연
- 시고니 위버
- 미셸 로드리게스
- 토니 셜루브
- 앤서니 러팔리아
- 테리 천
- 폴 맥길리언
- 케이틀린 제라드
- 잭 샌티아고
- 켄 커진거
- 앨릭스 저하라

## 기타 제작진
- 배역: 캔디스 엘징가, 실라 재피
- 미술: 러네이 리드
- 세트: A. 블레어 스티븐스
- 의상: 엘런 앤더슨